# C23H40
化学式C23H40（摩尔质量：358.64 g/mol，不饱和度为4）可能指：
- 正十七烷基苯，CAS号：14752-75-1
- 正十六烷基邻甲苯，CAS号：72101-31-6
- (5α)-24-降胆烷，CAS号：80876-45-5
- (5β)-24-降胆烷，CAS号：80779-39-1
- (5α,20ξ)-24-降胆烷，CAS号：79897-73-7
- (3β,5α)-3,20-二甲基孕烷，CAS号：2199470-80-7

|  | 这个同类索引页列出了具有相同分子式的化学物（即同分異構體）条目。 除非您是有意链接至本页，否则应将相应条目的内部链接指向正确的条目。 |